# Rågholm, Nagu
Rågholm är en ö nära Ängsö i Nagu,  Finland.   Den ligger i Pargas stad i den ekonomiska regionen  Åboland  och landskapet Egentliga Finland. Ön ligger omkring 4 kilometer nordost om Ängsö, omkring 10 kilometer sydväst om Nagu kyrka,  45 kilometer sydväst om Åbo och 170 km väster om Helsingfors. Närmaste allmänna förbindelse är förbindelsebryggan vid Krok som trafikeras av M/S Cheri.